# Donibristle
Donibristle est une maison et un domaine à Fife, en Écosse, sur la côte du Firth of Forth. Seules les ailes de la maison subsistent, au sein de la colonie moderne de Dalgety Bay. Ils sont désormais protégés en tant que bâtiment classé de catégorie A. Donibristle est le théâtre du meurtre de James Stewart, 2e comte de Moray, en 1592, dont on se souvient dans la ballade The Bonnie Earl O' Moray.

## Histoire

### La première maison
Vers 1540, James Stewart de Doune est nommé commandeur de l'abbaye d'Inchcolm, située sur une île du Firth of Forth. Donibristle est alors une propriété de l'abbaye, et Jacques l'utilise comme résidence. En 1580, son fils James est élevé à la pairie sous le nom de Lord Doune. Le fils de Lord Doune, James Stewart, épouse, en 1581, Elizabeth Stuart, 2e comtesse de Moray, et prend, jure uxoris (du droit de sa femme), le titre de comte de Moray. Moray se querelle avec George Gordon (1er marquis de Huntly) (en), et le 7 février 1592, Huntly attaque et brûle Donibristle. Moray tente de fuir mais est rattrapé et tué.

### La deuxième maison
L'ancienne maison est rénovée par James Stuart, 4e comte de Moray entre 1632 et 1653. Son épouse, Margaret Home, possède un cabinet qui contient une variété de trésors et de curiosités, dont un jeu de quilles miniature avec des quilles en ivoire, une peinture d'un perroquet, une pierre d'aimant et un télescope acheté à Londres en 1634. Une grande partie du mobilier est acheté par sa mère Mary, comtesse de Home. L'inventaire de leur bibliothèque comprend L'Astrée et un livre de la calligraphe Esther Inglis. Près de la maison se trouve une fontaine avec une figure en bronze de Mercure ailé posé sur une tortue, peut-être l'œuvre d'Hubert Le Sueur. Le jet d'eau sortait de la bouche de la tortue, comme le décrit Thomas Kirk en 1677.

### La troisième maison

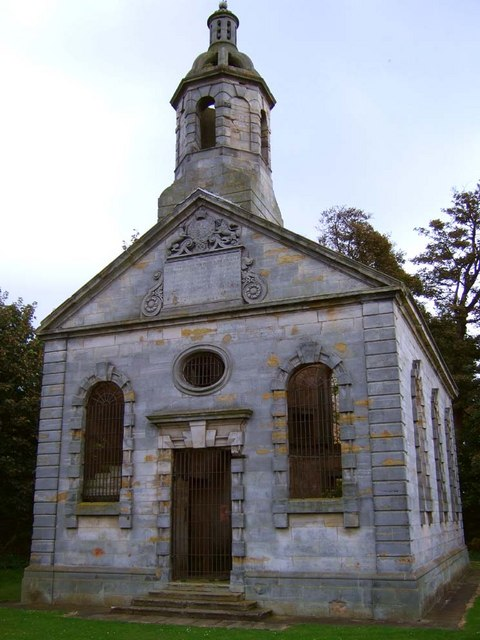
Chapelle de Donibristle

Une nouvelle maison est construite vers 1700 et vers 1720, des ailes en L de trois étages sont ajoutées, selon les plans d'Alexander McGill. McGill conçoit également la chapelle mortuaire des comtes de Moray sur le domaine, datée de 1731 et classée dans la catégorie A. À la fin du XVIIIe siècle, le paysagiste Thomas White aménage le parc. James Gillespie Graham prépare des plans pour un remodelage de style jacobéen au début du XIXe siècle. Le bloc principal de la maison brûle en 1858. Les ailes survivantes sont reliées par un passage souterrain et un écran décoratif en fer forgé, considéré comme le plus bel écran en fer forgé du début du XVIIIe siècle encore existant en Écosse.

### La quatrième maison
Pendant la Première Guerre mondiale, le domaine est utilisé par le Royal Naval Air Service comme aérodrome, qui est agrandi pendant la Seconde Guerre mondiale sous le nom de RNAS Donibristle (HMS Merlin). À partir de 1962, l'aérodrome et le reste du domaine sont développés sous le nom de Dalgety Bay, une Ville nouvelle financée par des fonds privés. Commencé par Copthall Holdings, le site est repris par la Scottish Homes Investment Company et la construction se poursuit jusque dans les années 1970. À la fin du XXe siècle, les ailes de la maison Donibristle et les écuries voisines sont restaurées en logements, et un nouvel immeuble d'appartements est érigé à la place du bloc principal de la maison.